# Liste des monuments aux morts du 15e arrondissement de Paris

Cet article recense les monuments aux morts du 15e arrondissement de Paris, en France.

## Liste
- Monument aux morts du 15e arrondissement, Diego Brosset et Raymond Delamarre (1955)
- Monument aux victimes des persécutions racistes et antisémites, Walter Spitzer (1995, Quai de Grenelle)[1]
- Monument aux morts pour la France en opérations extérieures (2019, Parc André Citroën)